# Sangihe-Brillenvogel
Der Sangihe-Brillenvogel (Zosterops nehrkorni), auch als Nehrkorn-Brillenvogel bezeichnet, ist ein seltener Singvogel aus der Familie der Brillenvögel. Seine Verbreitung ist auf die Sangihe-Inseln beschränkt. Das Artepitheton bezieht sich auf den deutschen Ornithologen Adolph Nehrkorn.

## Beschreibung
Der Sangihe-Brillenvogel erreicht eine Länge von 12 Zentimetern. Die Oberseite ist intensiv olivgrün. Der auffällige Bürzel ist gelblichgrün und der Schwanz dunkelgrün schwarz. Die Stirn ist schwarz. Die Iris ist von einem breiten weißen Augenring umgeben. Kinn, Kehle und Unterschwanzdecken sind hellgelb. Die restliche Unterseite ist perlweiß. Die Flanken sind grau. Schnabel und Beine sind orange.

## Lebensweise
Über seine Lebensweise ist nur sehr wenig bekannt. Sein Lebensraum sind von Schraubenbäumen dominierte primäre Laubwälder auf Berghängen in Höhenlagen von 750 bis 1000 Metern. Er bewohnt die mittlere Baumschicht und das Blätterdach. Seine Nahrung besteht aus Insekten und Früchten.

## Status
Der Sangihe-Brillenvogel war lange nur durch das von Carl Constantin Platen gesammelte Typusexemplar von 1886 bekannt, bis er 1996 wiederentdeckt wurde. Im August 1996 konnte der Ornithologe Frank Lambert drei Exemplare am Gunung Sahendaruman nachweisen. Drei weitere Exemplare wurden im November 1996 von Jim C. Wardill am Gunung Sahengbalira beobachtet. Die letzte bestätigte Sichtung war im November 1998 bei Tukade Batu am Gunung Sahendaruman. Im Februar 1999 konnte noch einmal der Gesang von drei Brillenvögeln aufgenommen werden. Eine Beobachtung der Vögel blieb allerdings erfolglos. BirdLife International schätzt den Gesamtbestand auf weniger als 50 Exemplare. Durch die starke Rodung der Wälder auf Sangihe umfasst der Lebensraum des Sangihe-Brillenvogels heute nur noch eine Fläche von 8 km². 1996 rief die britisch-indonesische Naturschutzorganisation „Action Sampiri“ das Sangihe and Talaud Conversation Project ins Leben, um die lokale Bevölkerung auf die Gefährdung des Sangihe-Brillenvogels aufmerksam zu machen und bessere Schutzmaßnahmen zu erreichen.

## Taxonomie
Der Sangihe-Brillenvogel wurde 1888 von Wilhelm Blasius als eigenständige Art Zosterops nehrkorni beschrieben. 1931 stufte ihn Erwin Stresemann als Unterart des Wallacebrillenvogels (Zosterops atrifrons) ein. Im Jahre 2000 teilte die US-amerikanische Ornithologin Pamela C. Rasmussen beide Taxa aufgrund morphologischer Unterschiede in die eigenständigen Arten Zosterops atrifrons und Zosterops nehrkorni auf.